# BWP-2000
Bojowy Wóz Piechoty BWP-2000 – prototyp gąsienicowego bojowego wózu piechoty konstrukcji polskiej z lat 90. W zamyśle miał zastąpić używane do tej pory w Wojsku Polskim radzieckie pojazdy BWP-1. Ostatecznie wyprodukowano tylko dwa prototypy.

## Konstrukcja
Pojazd zaprojektowany jako środek transportu i walki pododdziału piechoty.
Kadłub BWP-2000 spawany był ze stalowych płyt. Ponadto możliwa była instalacja pancerza reaktywnego w celu zwiększenia ochrony. Uważa się, że pancerz pojazdu zapewniał ochronę przed pociskami kal. 7,62 mm, a pancerz przedni nawet przed pociskami kal. do 35 mm.
Prototyp wyposażony był w wieżę OTO Melara T60/70A produkcji włoskiej. W niej umieszczono uzbrojenie - w pełni stabilizowaną armatę kal. 60 mm oraz sprzężony z nią karabin maszynowy kal. 7,62 mm. Ponadto na wieży umieszczono dwie wyrzutnie ppk TOW umiejscowione po obu jej stronach. Pojazd napędzany był przez silnik wysokoprężny V-46-6 o mocy 791 KM, stosowany w czołgach T-72.
Załogę BWP-2000 stanowiło trzech żołnierzy: kierowca, strzelec oraz dowódca. Ponadto pojazd przewoził 8 żołnierzy desantu. Mogli oni opuścić pojazd przez tylne drzwi lub włazy. 
Pojazd nie posiadał zdolności amfibijnych.